# Homokféreg
A homokférgek Frank Herbert Dűne-sorozatának teremtményei.
Az Arrakis bolygón - más néven a Dűnén - őshonosak, a sivatag homokjában élnek. A bolygó lakói, a fremenek isteni teremtményként tisztelik őket, vallásukban és életmódjukban a homokférgek központi szerepet játszanak. A férgeket általánosságban Shai-Huludként emlegetik, de több nevük is van, mint Shaitan, Mester, Féregisten, Sivatagi Öreg.

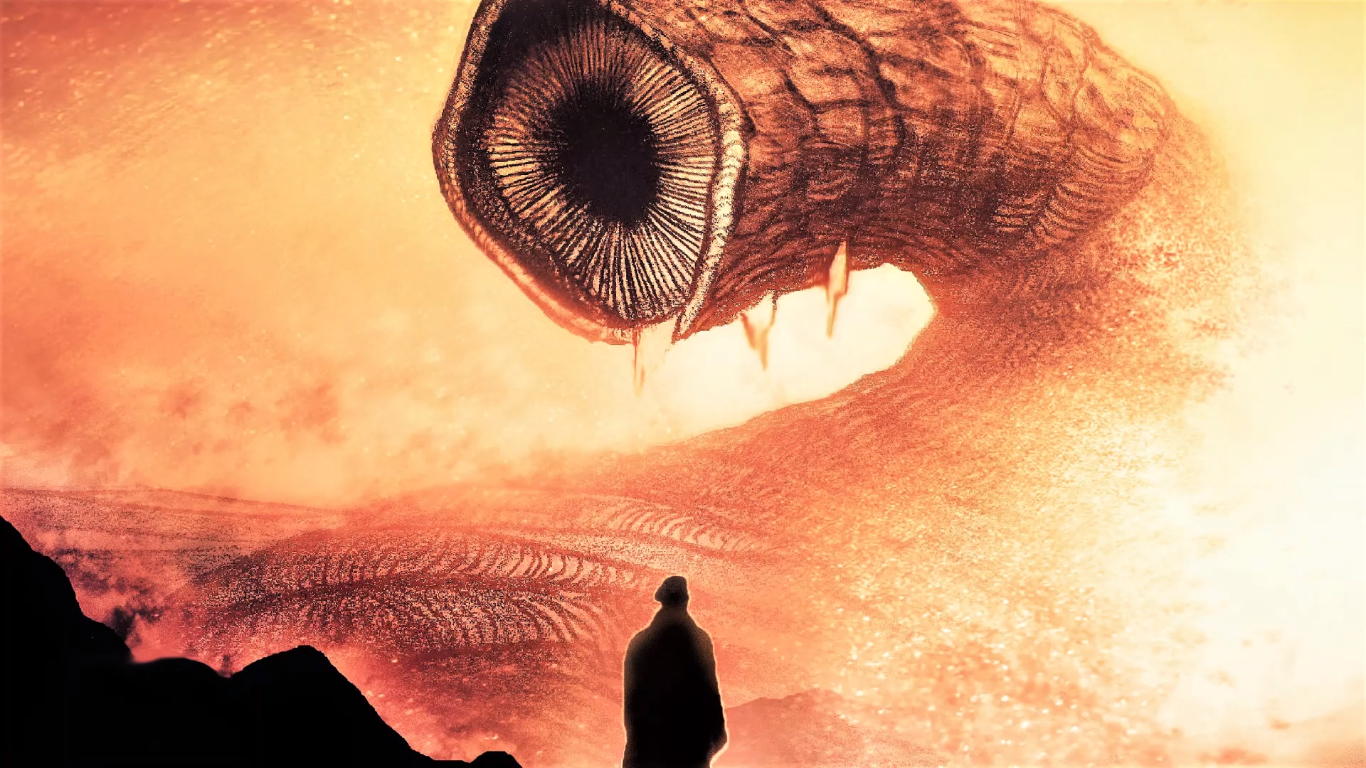
Fantáziakép egy homokféregről

## A homokférgek felépítése
A homokférgek külseje nagyon hasonlít a gyűrűsférgekéhez, illetve bizonyos tekintetben az orsóhaléhoz, eltekintve a méretektől. Szelvényes testén nincsenek végtagok, szája hatalmas kristályfogakkal van teli, amikkel gyakorlatilag bármit szét tud rágni - szikláktól kezdve az embereken át a fémtestű járművekig mindent. Amikor Paul Atreides először lát közelebbről egy férget, ezt gondolja: "A szája nagyjából nyolcvan méter átmérőjű lehetett… a szélén villogtak a kriszkés alakú, ívelt kristályfogak… a mélyből kitóduló lélegzetben fahéj kavargott, bonyolult aldehidek… savak."
A homokférgek több száz méter hosszúra nőnek meg, egyes példányok 400 méternél is hosszabbra, és negyven méternél szélesebbre. Amikor Pault féreghajtónak avatják, olyan férget szólít, amely még egy fél tengeri mérföldnél (1852 méter) is hosszabbnak tűnik. Ezek a hatalmas állatok mélyen a homokba fúrják magukat és sebesen haladnak benne.
A regénybéli császári planetológus, Liet-Kynes szerint a férgek hihetetlenül szívósak, még robbanóanyagokkal sem könnyű elpusztítani őket, mert a szelvényeik önálló életet élnek. Egy férget csak úgy lehet megölni, ha a gyűrűsszelvényeknek külön-külön elektrosokkot adnak, illetve, ha vízbefojtják őket, de mivel a regények többségében az Arrakis krónikus vízhiányban szenved, ez a módszer nehezen kivitelezhető. A fremenek mégis alkalmazzák, amikor az apróbb férgeket vízbeölik, hogy egy bizonyos testnedvet kinyerjenek belőlük.
A homokféreg emésztőrendszere a benne koncentrálódó rengeteg aldehiddel és savval hatalmas oxigénforrás. Egy közepes méretű, 200 m hosszú homokféreg annyi oxigént bocsát a légkörbe, mint egy 10 km²-nyi fotoszintetizáló zöld növényfelület.
A nem-kanonikus Dűne-enciklopédia két tudományos nevet is kitalált a homokférgekre: Geonemotodium arraknis, illetve Shaihuludata gigantica.

## A homokférgek életciklusa
Herbert a Dűne függelékében azt írja, hogy a mikroszkopikus méretű homoki planktonok a homokférgek által hagyott melanzsmaradványokon élnek. A homoki plankton részben eledelül szolgál a homokférgeknek, de belőlük fejlődnek ki azok a lények, amiket a fremenek kismesternek neveznek - "az arrakisi homokférgek félig növény, félig állat, homok mélyén élő rokonai".
A kismestereket a császári planetológus, Pardot Kynes (Liet-Kynes apja) fedezte fel az Arrakis ökológiájának kutatása közben. Azelőtt a fremen regékben szereplő homoki pisztránghoz tartozónak vélték bőrszerű maradványaikat. Kynes megállapította, hogy ezek a "homoki pisztrángok" növekvő zsákokba zárják a vizet a porózus bolygókőzet mélyebb rétegeiben.
Alia Atreides a Dűne gyermekeiben megjegyzi, hogy a homoki pisztrángok a bolygó kőágya mentén, szélükkel egymáshoz kapaszkodva eleven víztározókat formálnak. A fremenek vízkészleteiket úgy védik a víztolvaj homoki pisztrángoktól, hogy ragadozóhalakat telepítenek beléjük, amik megtámadják a kismestereket. A fremen gyerekek pár csepp vízzel csalják magukhoz a homoki pisztrángokat, hogy elkapják őket és játsszanak velük. A kismester "élő kesztyűként" tapad a kézre, egészen addig, míg a "vér vizéből" valami el nem kezdi taszítani, amitől lepottyan. A gyerekek gyakran a szájukba facsarják a homoki pisztrángok zöldes testnedvét, annak édes íze miatt.
"A homoki pisztrángokat kívülről hozták ide. Azelőtt ez egy vízben gazdag bolygó volt. Aztán annyira elszaporodtak, hogy a bolygó ökoszisztémája nem maradt meg a régi állapotában. A homoki pisztrángok elzárták az összes elérhető vizet, a bolygót pedig elsivatagosították … és mindezt a túlélésükért, mert egy kellőképpen száraz planétán továbbléphetnek a homokféreg-szakaszba." - II. Leto Atreides a Dűne gyermekeiben
A Dűne gyermekei szerint a homoki pisztrángok laposak és bőrszerűek, nagyjából rombusz alakú a testük, lazán egymáshoz tapadó csillókkal, fej, szem és végtagok nélkül. Kynes felfedezése szerint milliószám pusztulnak el minden fűszerrobbanásban, de már ötfoknyi hőmérsékletváltozás is megöli őket, ezért csak nagyon kevés jut el abba a félig alvó lárvaállapotba, melyből 6 éves fejlődés után kicsi, kb. 3 méteres homokféregként ébrednek, akiknek a víz már mérgező. De a kis férgek közül is csak néhány fejlődik teljes homokféreggé, a többiekből kezdetleges törpeféreg lesz, legfeljebb 9 méternyi testhosszal. Ezeket fojtják vízbe a fremenek, hogy kinyerjék belőlük az Élet Vizeként ismert tudattágító narkotikumot.
Bár az emberek húsa a homokférgek számára túl sok vizet tartalmaz, azért felfalják őket, ha úgy adódik, ahogy a fűszerarató berendezést is mindig elpusztítják - a homokon keltett ritmikus zajok vonzzák oda őket. A homokférgek normális tápláléka a homoki planktonokból és a kisebb homokférgekből áll, a homoki pisztrángokat nem bántják.

### II. Leto átalakulása
A Dűne gyermekeiben II. Leto Atreides jövővíziói alapján dolgozza ki az Arany Ösvény tervét, melynek célja az emberiség és a homokférgek túlélése a galaxisban. Nagy mennyiségű fűszer elfogyasztása után homoki pisztrángokkal fedi be egész testét, amelyek rajta is maradnak, mert érzékeiket becsapja Leto vérének fűszer-telítettsége.
A kismester-réteg révén hihetetlen erőre és sebességre tesz szert, valamint a homokférgek támadásaitól is megvédi, mert azok halálos mennyiségű vízzel tévesztik össze a pisztrángborítást. Ő maga élő, önjavító cirkoruhának nevezi a bőrét borító állatokat, de megjegyzi, hogy ő többé már nem ember.
A következő 3500 évben fokozatosan alakul át óriási homokféreggé, a folyamat végére pedig csak csökevényes kezei maradnak meg, és az arca. Uralkodása végére (A Dűne istencsászára) már a homokférgekre jellemző összes tulajdonság a birtokában van, de az átalakulás ideje alatt az összes homokférget kiirtotta. Amikor a regény végén engedi, hogy meggyilkolják, a bőrén lévő homoki pisztrángok leválnak róla, és újrakezdik a homokféreg-ciklust. A Letóval töltött szimbiózis eredményeként a homoki pisztrángok tulajdonságai is megváltoztak, így a következő féregnemzedék jóval könnyebben fog alkalmazkodni más világok körülményeihez, így biztosítva a homokféreg fajta túlélését.

## A homokférgek és a fűszer
A Dűnében a fűszermelanzs egyetlen forrása az Arrakis. A fűszer az emberlakta univerzum legértékesebb és legkeresettebb árucikke: öregedésgátló szer, mely meghosszabbítja használójának életét, erősebbé teszi, és tudattágító hatása is van. Egyes esetekben használói kisebb-nagyobb mértékben előre látják a jövőt; ez függ a fűszerfogyasztástól és az alany adottságaitól is (pl. Paul Atreides állandó jövővízióit nemcsak a rengeteg fűszernek, de tenyésztett génjeinek is köszönheti.) A fűszer okozta jövőlátás miatt lehetséges a csillagközi utazás (lásd Liga-navigátor). A melanzsfogyasztás előnyeinek azonban komoly ára van: addiktív, függőknél pedig a fűszermegvonás végzetes lehet.
Ha a homoki pisztrángok vízbe ürítik a váladékukat, fűszerkovász jön létre. Ennek érése közben nagy mennyiségű szén-dioxid szabadul fel, ami buborék formában szétnyomja maga körül a homokot, végül egy jellegzetes, nagy erejű fűszerrobbanásban tör a felszínre. A robbanás során a fenti homok a mélybe kerül, a kovász a felszínre, majd a nap és a levegő hatására melanzs lesz belőle.
Egy nagyobb homokféreg 3–4 km² területet „ellenőriz”.

### Fűszerkitermelés
A fűszergyár (más néven fűszerarató, arató, vagy fűszeres) hatalmas méretű, sárga-kék csíkos bogárra emlékeztet, hosszú karokon támaszkodik a hernyótalpaira. Elöl nagy méretű, felfordított tölcsér alakú orr nyúlik bele a homokba. 20-25 ember kezeli. Az arató magasra szálló porfelhőt kavarva választja szét egymástól a fűszert és a homokot.
A melanzs begyűjtése rendkívül veszélyes, mert a territóriumukat védő férgeket a homokban végzett legkisebb ütemes mozgás is odavonzza, és még az óriási fűszergyűjtő gépeket is el tudják nyelni. Az állomások és a fűszermezők között az aratót egy óriási ornitopter, egy légivagon szállítja. A fűszeres felett három ornitopter köröz, amelyek a féregjelet figyelik, azaz a közeledő férgek felett kipúposodó homokcsíkot. A fűszert a nyílt homokról gyűjtik be, az arató egészen addig dolgozik, míg oda nem ér a féreg, akkor a légivagon a levegőbe emeli.
A fremenek bevételei a fűszer és a belőle készített termékek kereskedelmétől függenek, ezért megtanultak együtt élni a férgekkel, és kézzel gyűjtik be a fűszert.
A sorozat későbbi köteteiben a tleilax mesterségesen is elő tudja állítani a fűszert az axolotl tartályok segítségével, de nem olyan minőségben, hogy a valódi fűszert kiszorítsák a piacról.

### A fűszer és a Dűne
Hatalmas értéke miatt a melanzsot többször próbálták más bolygón is meghonosítani. De a kísérletek, hogy kifejlett homokférgeket vagy homoki pisztrángokat telepítsenek sivatagbolygókra, mind kudarcot vallottak. Az Arrakis óriás sósíkjai arra utalnak, hogy valaha óceánok borították. Mivel fűszer csak a teljes féregciklussal együtt termelődik, ha csak homokférgeket visznek egy sivatagbolygóra, a féregciklus nem tud beindulni, a kismesterek viszont elpusztulnak a víz nélküli sivatagban. A megoldás csak az lehet, hogy homoki pisztrángokat telepítenek egy vízben gazdag bolygóra, amit majd ők változtatnak sivataggá, és beindítják a fűszer-féregciklust.
A Dűne eretnekeiben a Tisztelet Matrónái elpusztítják az Arrakist és a Tleilaxit, hogy véget vessenek a fűszertermelésnek, és hogy összeomlasszák a Régi Birodalmat. A Bene Gesserit viszont keresztülhúzza számításaikat, mert egy nagy férget űrhajón elmenekítenek, és a Káptalanház bolygóra telepítik. Később több Bene Gesserit-csoport több másik bolygóra (többek között a Qelsóra) telepít férgeket, amelyek aztán ezeket a bolygókat néhány év alatt elsivatagosítják. Egy tleilaxi mester pedig genetikai beavatkozás segítségével kifejleszti a vízben is megélni képes „homokférget”, amelyeket a jórészt óceánnal borított Buzzell bolygóra telepít. Ezek a vízi férgek a közönséges fűszernél is erősebb úgynevezett ultrafűszert termelnek.